# Tall Battal Szarki
Tall Battal Szarki (arab. ‏تل بطال شرقي‎) – wieś w Syrii, w muhafazie Aleppo. W 2004 roku liczyła 656 mieszkańców.